# Stictoptera nigripuncta
Stictoptera nigripuncta là một loài bướm đêm trong họ Noctuidae.